# Первый (альбом)
«Пе́рвый» — третий студийный альбом Басты и одновременно первый, выпущенный под псевдонимом «Ноггано».

## Список композиций
Автор музыки и слов - Василий Вакуленко
1. Птицы — 5:16
2. Супер герой (feat. Ki.mono) — 5:07
3. Застрахуй братуху[1] — 5:38
4. Ёбаный насос — 5:26
5. Кирпичи — 3:28
6. У Ноггано депрессия — 2:46
7. Матрёшки[2] (feat. Купэ) — 5:02
8. Играй, гитара — 3:30
9. Голос андеграунда (feat. Jeeep) — 4:39
10. Шоу-бизнес[3] — 3:11
11. Пати у Ноггано — 4:03
12. А. Пальчиков — 4:55
13. Дурка — 6:26
14. Дискавери (feat. Банкок) — 5:52
15. Кип ит риал — 6:21
16. Оп, давай давай (feat. Ki.Mono и Купэ) (скрытый трек) — 4:53

## Видеоклипы
- 2008 — «Еб*ный Насос...»
- 2008 — «Кирпичи»

## Рецензии
«Рефрены некоторых песен уже вполне народные — про Жору не мне вам говорить, но есть ещё „Застрахуй“, с которым хоть сейчас на триумфальные туры по корпоративкам страховых компаний.»
 — Rap.ru
музыкальный материал дебютного альбома „Первый“ обнаруживал неожиданное изящество. „Первый“ (каламбуры здесь тоже весьма специфического свойства) записывали факультативно, без отрыва от триумфального шествия Басты в народ. Насколько же далеко шагнуло местное хип-хоповое производство, если между делом, как бы невзначай у Василия и его друзей нарисовались ритмические решетки вполне западного уровня. На них положили тексты настолько острые и обаятельные, что рука сама тянулась к кнопке Send. Сегодня тайная мечта любого продюсера — создать штуку, которую народ будет толкать сам, без дополнительных инвестиций в промоушен. Ноггано разлетался по сети самым вирусным из всех возможных способов.
 — пишет Борис Барабанов в газете «Коммерсантъ»